# Philadelphia Eagles 2009
La stagione sportiva 2009 dei Philadelphia Eagles è stata la 77ª della squadra disputata nella National Football League. Gli Eagles hanno giocato le partite in casa al Lincoln Financial Field di Filadelfia. Per la 11ª stagione consecutiva la squadra è stata guidata dall'allenatore capo Andy Reid.
La squadra ha terminato la stagione regolare con un risultato di 11 vittorie e 5 sconfitte classificandosi al secondo posto della NFC East e perdendo nei play-off il Wild Card Game contro i Dallas Cowboys.

## Roster

### Free agent
I seguenti giocatori risultavano free agent al termine della stagione 2008.
| Ruolo | Giocatore          | Squadra del 2009     | Data del contratto |
| ----- | ------------------ | -------------------- | ------------------ |
| WR    | Hank Baskett       | Indianapolis Colts   | 26 febbraio        |
| RB    | Correll Buckhalter | Denver Broncos       | 27 febbraio        |
| C     | Nick Cole          | Philadelphia Eagles  | 26 febbraio        |
| SS    | Sean Considine     | Jacksonville Jaguars | 27 febbraio        |
| FS    | Brian Dawkins      | Denver Broncos       | 28 febbraio        |
| CB    | Joselio Hanson     | Philadelphia Eagles  | 20 febbraio        |
| OT    | Jon Runyan         |                      |                    |
| TE    | L.J. Smith         | Baltimore Ravens     | 27 marzo           |
| OT    | Tra Thomas         | Jacksonville Jaguars | 9 marzo            |

legenda
     Unrestricted Free Agent
     Restricted Free Agent.

### Scambi
Ai seguenti giocatori lasciarono la squadra nella stagione 2009.
| Ruolo | Giocatore  | Nuova squadra        | Contropartita                         |
| ----- | ---------- | -------------------- | ------------------------------------- |
| WR    | Greg Lewis | New England Patriots | scelta al 7º turno del Draft NFL 2010 |

### Acquisizioni
I seguenti giocatori sono stati acquisiti nella stagione 2009.
| Ruolo | Giocatore      | Squadra precedente   | Contropartita                                                                             |
| ----- | -------------- | -------------------- | ----------------------------------------------------------------------------------------- |
| OT    | Stacy Andrews  | Cincinnati Bengals   | free agent                                                                                |
| S     | Sean Jones     | Cleveland Browns     | free agent                                                                                |
| CB    | Ellis Hobbs    | New England Patriots | due scelte al 5º turno del Draft NFL 2009                                                 |
| OT    | Jason Peters   | Buffalo Bills        | scelta al 1º e al 4º turno del Draft NFL 2009 e una scelta condizionata al Draft NFL 2010 |
| QB    | Michael Vick   | Atlanta Falcons      | free agent                                                                                |
| FB    | Leonard Weaver | Seattle Seahawks     | free agent                                                                                |

### Il draft 2009
I seguenti giocatori sono stati acquisiti dalle università nel Draft NFL 2009.
| Scelta | Scelta   | Giocatore        | Ruolo | Università                           |
| Turno  | Assoluta | Giocatore        | Ruolo | Università                           |
| ------ | -------- | ---------------- | ----- | ------------------------------------ |
| 1      | 19       | Jeremy Maclin    | WR    | Università del Missouri              |
| 2      | 53       | LeSean McCoy     | HB    | Università di Pittsburgh             |
| 5      | 153      | Cornelius Ingram | TE    | Università della Florida             |
| 5      | 157      | Victor Harris    | CB    | Virginia Tech                        |
| 5      | 159      | Fenuki Tupou     | OT    | Università dell'Oregon               |
| 6      | 194      | Brandon Gibson   | WR    | Washington State University          |
| 7      | 213      | Paul Fanaika     | G     | Arizona State University             |
| 7      | 230      | Moise Fokou      | LB    | University of Maryland, College Park |

| Roster dei Philadelphia Eagles del 2009 |
| --- |
| Quarterback - 4 Kevin Kolb - 5 Donovan McNabb - 7 Michael Vick Running Back - 34 Eldra Buckley - 29 LeSean McCoy - 43 Leonard Weaver FB - 36 Brian Westbrook Wide Receiver - 81 Jason Avant - 86 Reggie Brown - 80 Kevin Curtis - 10 DeSean Jackson PR - 18 Jeremy Maclin Tight End - 87 Brent Celek - 89 Martin Rucker - 82 Alex Smith Offensive Linemen - 76 Stacey Andrews G/T - 59 Nick Cole C/G - 65 King Dunlap T - 79 Todd Herremans G/T - 62 Max Jean-Gilles G - 74 Winston Justice T - 77 Mike McGlynn C/G - 71 Jason Peters T - 66 Dallas Reynolds G Defensive Linemen - 95 Victor Abiamiri DE/DT - 94 Jason Babin DE - 97 Brodrick Bunkley DT - 91 Chris Clemons DE - 58 Trent Cole DE - 64 Antonio Dixon DT - 90 Darren Howard DE/DT - 93 Trevor Laws DT - 75 Juqua Parker DE - 98 Mike Patterson DT Linebacker - 53 Moise Fokou OLB - 57 Chris Gokong OLB - 56 Akeem Jordan - 51 Joe Mays ILB - 54 Jeremiah Trotter ILB - 52 Tracy White OLB - 50 Will Witherspoon OLB Defensive Back - 24 Sheldon Brown CB - 39 Quintin Demps SS/KR - 21 Joselio Hanson CB - 35 Macho Harris FS - 26 Sean Jones FS - 27 Quintin Mikell SS - 23 Dimitri Patterson CB - 30 Geoffrey Pope CB - 22 Asante Samuel CB Special Team - 2 David Akers K - 46 Jon Dorenbos LS - 6 Sav Rocca P Lista delle riserve - 73 Shawn Andrews OT - 55 Stewart Bradley LB - 96 Omar Gaither ILB - 31 Ellis Hobbs CB - 88 Cornelius Ingram TE - 67 Jamaal Jackson C - 78 Fenuki Tupou G/T Squadra di allenamento - 63 Gerald Cadogan OT - 11 Dobson Collins WR - 25 Allen Ervin RB - 48 Joel Gamble FB/TE - 45 Brandon Harrison S - 68 Greg Isdaner G - 84 Jordan Norwood WR - 37 Chris Roberson CB 53 attivi, 7 inattivi, 8 nella squadra di allenamento |
| Legenda - I rookie sono in corsivo. - Il primo ruolo è il principale mentre gli eventuali successivi indicano i ruoli secondari. - (IR) sta per Injured Reserve ed indica la lista ristretta per un solo giocatore infortunato che può tornare ad allenarsi dopo la settimana 6 e a rientrare in prima squadra dopo che questa ha giocato 8 partite. - (NF-Inj.) / (NF-Ill.) stanno rispettivamente per Non-Football Injured e Non-Football Illness ed indicano le liste dove viene inserito un giocatore che ha un infortunio o una malattia non dipendente dal football americano. - (PUP) sta per Physically Unable to Perform ed indica la lista dove viene inserito un giocatore mentre è in attesa di recuperare la condizione fisica. Nella stagione regolare dopo la sesta partita giocata dalla propria squadra, il giocatore ha tempo tre settimane per riprendere ad allenarsi, più tre settimane aggiuntive dal suo rientro agli allenamenti per rientrare in prima squadra. |

## Risultati

### Pre-campionato
| Filadelfia 13 agosto 2009, ore 19:30 UTC-4 | New England Patriots | 27 – 25 (7-3 14-3 3-16 3-3) referto | Philadelphia Eagles | Lincoln Financial Field (69.144 spett.) |

| Indianapolis 20 agosto 2009, ore 20:00 UTC-4 | Philadelphia Eagles | 15 – 23 (7-14 0-3 0-3 8-3) referto | Indianapolis Colts | Lucas Oil Stadium (64.516 spett.) |

| Filadelfia 27 agosto 2009, ore 19:00 UTC-4 | Jacksonville Jaguars | 32 – 33 (0-3 17-3 12-14 3-13) referto | Philadelphia Eagles | Lincoln Financial Field (69.144 spett.) |

| New York 3 settembre 2009, ore 19:00 UTC-4 | Philadelphia Eagles | 38 – 27 (7-7 17-10 0-14 3-7) referto | New York Jets | Giants Stadium (73.597 spett.) |

### Stagione regolare
1ª giornata
| Charlotte 13 settembre 2009, ore 13:00 UTC-4 | Philadelphia Eagles | 38 – 10 (3-7 28-3 7-0 0-0) referto | Carolina Panthers | Bank of America Stadium (73.599 spett.) |

2ª giornata
| Filadelfia 20 settembre 2009, ore 16:00 UTC-4 | New Orleans Saints | 48 – 22 (10-7 7-6 17-7 14-2) referto | Philadelphia Eagles | Lincoln Financial Field (69.144 spett.) |

3ª giornata
| Filadelfia 27 settembre 2009, ore 13:00 UTC-4 | Kansas City Chiefs | 14 – 34 (0-14 7-10 0-3 7-7) referto | Philadelphia Eagles | Lincoln Financial Field (69.144 spett.) |

4ª giornatariposo
5ª giornata
| Filadelfia 11 ottobre 2009, ore 13:00 UTC-4 | Tampa Bay Buccaneers | 14 – 33 (0-7 7-14 0-7 7-5) referto | Philadelphia Eagles | Lincoln Financial Field (69.144 spett.) |

6ª giornata
| Oakland 18 ottobre 2009, ore 16:00 UTC-4 | Philadelphia Eagles | 9 – 13 (3-7 3-3 0-0 3-3) referto | Oakland Raiders | Oakland-Alameda County Coliseum (49.642 spett.) |

7ª giornata
| Landover 26 ottobre 2009, ore 20:30 UTC-4 | Philadelphia Eagles | 27 – 17 (14-0 13-10 0-0 0-7) referto | Washington Redskins | FedExField (88.241 spett.) |

8ª giornata
| Filadelfia 1º novembre 2009, ore 13:00 UTC-5 | New York Giants | 17 – 40 (0-13 7-17 10-3 0-7) referto | Philadelphia Eagles | Lincoln Financial Field (69.144 spett.) |

9ª giornata
| Filadelfia 8 novembre 2009, ore 20:20 UTC-5 | Dallas Cowboys | 20 – 16 (7-0 3-6 0-7 10-3) referto | Philadelphia Eagles | Lincoln Financial Field (69.144 spett.) |

10ª giornata
| San Diego 15 novembre 2009, ore 16:15 UTC-5 | Philadelphia Eagles | 23 – 31 (0-7 6-7 3-14 14-3) referto | San Diego Chargers | Qualcomm Stadium (68.879 spett.) |

11ª giornata
| Chicago 22 novembre 2009, ore 20:20 UTC-5 | Philadelphia Eagles | 24 – 20 (0-7 6-7 3-14 14-3) referto | Chicago Bears | Soldier Field (62.421 spett.) |

12ª giornata
| Filadelfia 29 novembre 2009, ore 13:00 UTC-5 | Washington Redskins | 24 – 27 (7-10 7-6 7-0 3-11) referto | Philadelphia Eagles | Lincoln Financial Field (69.144 spett.) |

13ª giornata
| Atlanta 6 dicembre 2009, ore 13:00 UTC-5 | Philadelphia Eagles | 34 – 7 (10-0 3-0 14-0 7-7) referto | Atlanta Falcons | Georgia Dome (69.560 spett.) |

14ª giornata
| New York 13 dicembre 2009, ore 13:00 UTC-5 | Philadelphia Eagles | 45 – 38 (14-3 16-14 7-14 8-7) referto | New York Giants | Giants Stadium (78.780 spett.) |

15ª giornata
| Filadelfia 20 dicembre 2009, ore 16:15 UTC-5 | San Francisco 49ers | 13 – 27 (3-7 0-13 10-0 0-7) referto | Philadelphia Eagles | Lincoln Financial Field (69.144 spett.) |

16ª giornata
| Filadelfia 27 dicembre 2009, ore 16:15 UTC-5 | Denver Broncos | 27 – 30 (0-10 7-10 17-7 3-3) referto | Philadelphia Eagles | Lincoln Financial Field (69.144 spett.) |

17ª giornata
| Dallas 3 gennaio 2010, ore 16:15UTC-5 | Philadelphia Eagles | 0 – 24 (0-7 0-10 0-7 0-0) referto | Dallas Cowboys | Cowboys Stadium (100.621 spett.) |

### Play-off
Wild Card Game
| Dallas 9 gennaio 2010, ore 20:00 UTC-5 | Philadelphia Eagles | 14 – 34 (0-0 7-27 0-7 7-0) referto | Dallas Cowboys | Cowboys Stadium (92.951 spett.) |

## Premi

### Partecipanti al Pro Bowl
Al termine della stagione i seguenti giocatori degli Eagles parteciparono al Pro Bowl 2010
- DeSean Jackson
- Leonard Weaver
- Jason Peters
- Trent Cole
- Asante Samuel
- David Akers
- Donovan McNabb
- Quintin Mikell
- Jon Dorenbos

### Eletti All-Pro 2009
Al termine della stagione i seguenti giocatori degli Eagles vennero eletti nella squadra All-Pro del 2009
prima squadra
- David Akers
- Leonard Weaver

seconda squadra
- Trent Cole
- Asante Samuel
- DeSean Jackson